# Turbina corymbosa
Turbina corymbosa, sinònim: Rivea corymbosa, és una espècie de planta dins la família convolvulàcia. És planta nativa d'Amèrica del Sud des de Mèxic al Nord del Perú i s'ha naturalitzat a molts altres llocs. És una espècie invasora als Estats Units i Australàsia.
Conté un alcaloide d'acció similar a la del LSD, les llavors i la droga que conté s'anomenen amb els noms nàhuatl de ololiuhqui (cosa rodona, per les llavors) o ololiuqui. A Espanya es troba dins la llista de plantes de venda regulada.

## Descripció
És una liana perennifòlia que té les flors blanques, sovint es fa servir com planta ornamental. A Cuba és la principal planta mel·lífera.
El 1941, Richard Evans Schultes va ser el primer a identificar ololiuhqui com Turbina corymbosa i la seva composició química va ser descrita l'any 1960 per Dr. Albert Hofmann. Les llavors contenen ergina (LSA), un alcaloide ergolina d'estructura similar al LSD. Les propietats psicodèliques de Turbina corymbosavan van ser estudiades per la CIA (Central Intelligence Agency) en el subprojecte 22 MKULTRA el 1956.
Les llavors també són usades pels xamans natius en pràctiques de teràpia i en rituals.